# FC Stahl Brandenburg
FC Stahl Brandenburg är en fotbollsklubb i Brandenburg an der Havel, startad 20 november 1950 som BSG Einheit Brandenburg innan namnet 1955 ändrades till BSG Stahl Brandenberg. Laget kvalade in till DDR-Fußball-Oberliga säsongen 1984/1985, och spelade sedan där till tyska återföreningen. Därefter blev man BSV Stahl Brandenburg